# Maria met Christuskind en Johannes de Doper
De Maria met Christuskind en Johannes de Doper is een in 1497 door Pietro Perugino vervaardigd schilderij, dat zich in het Städelsches Kunstinstitut in Frankfurt am Main bevindt.

## Beschrijving en stijl
Voor dit schilderij heeft Perugino een karton gebruikt, dat vaker als model diende. Dit is bijvoorbeeld het geval bij enkele soortgelijke werken van zijn hand die zich bevinden in het Kunsthistorisches Museum te Wenen en het Louvre te Parijs.
Het karton is in dit geval echter verticaal gespiegeld en alleen Maria is afgebeeld, zonder andere heiligen.
Tegen de achtergrond van een lichtblauwe hemel houdt Maria het Christuskind in haar armen, haar blik van de kijker afgewend in vrome overdenking.
Het zittende Kind lijkt zich naar de kleine Johannes de Doper te willen richten, die geknield achter hem aan het bidden is.
De scène is rustig qua opzet en er is aandacht voor symmetrie en ritmiek, zoals te zien is aan de inclinatie van de hoofden.
Het gezicht van Maria is typisch voor de volwassen Perugino: hij laat ons - in tegenstelling tot de elegante en verfijnde jongedame in eerdere werken - een sobere, al wat op leeftijd zijnde vrouw zien die gemodelleerd is naar de beeltenissen van zijn echtgenote Chiara Fancelli. Hiermee conformeerde hij zich tevens aan het spirituele klimaat van het toenmalige Florence, dat gedomineerd werd door Savonarola.

## Soortgelijke werken

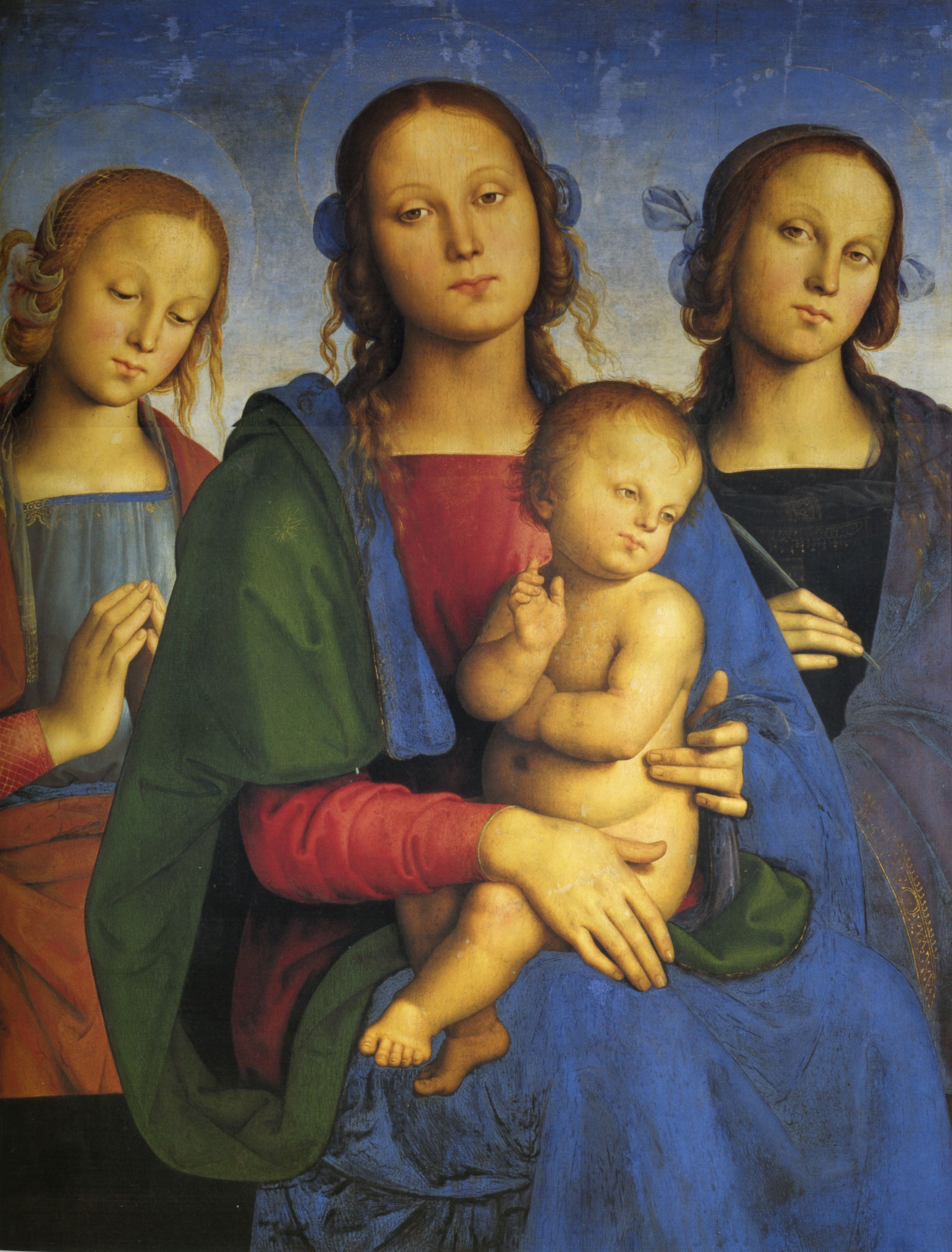
Maria te Wenen
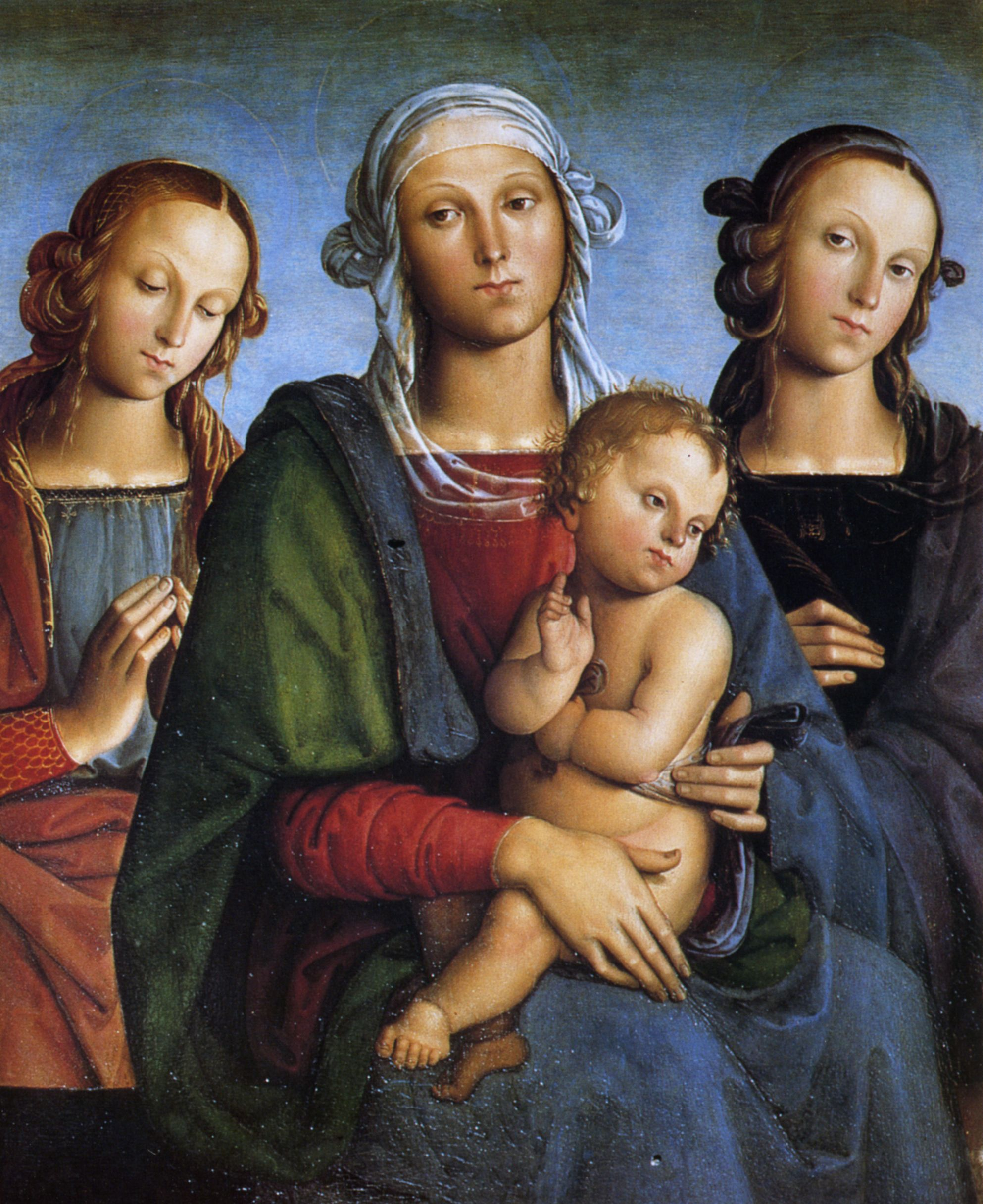
Maria te Florence
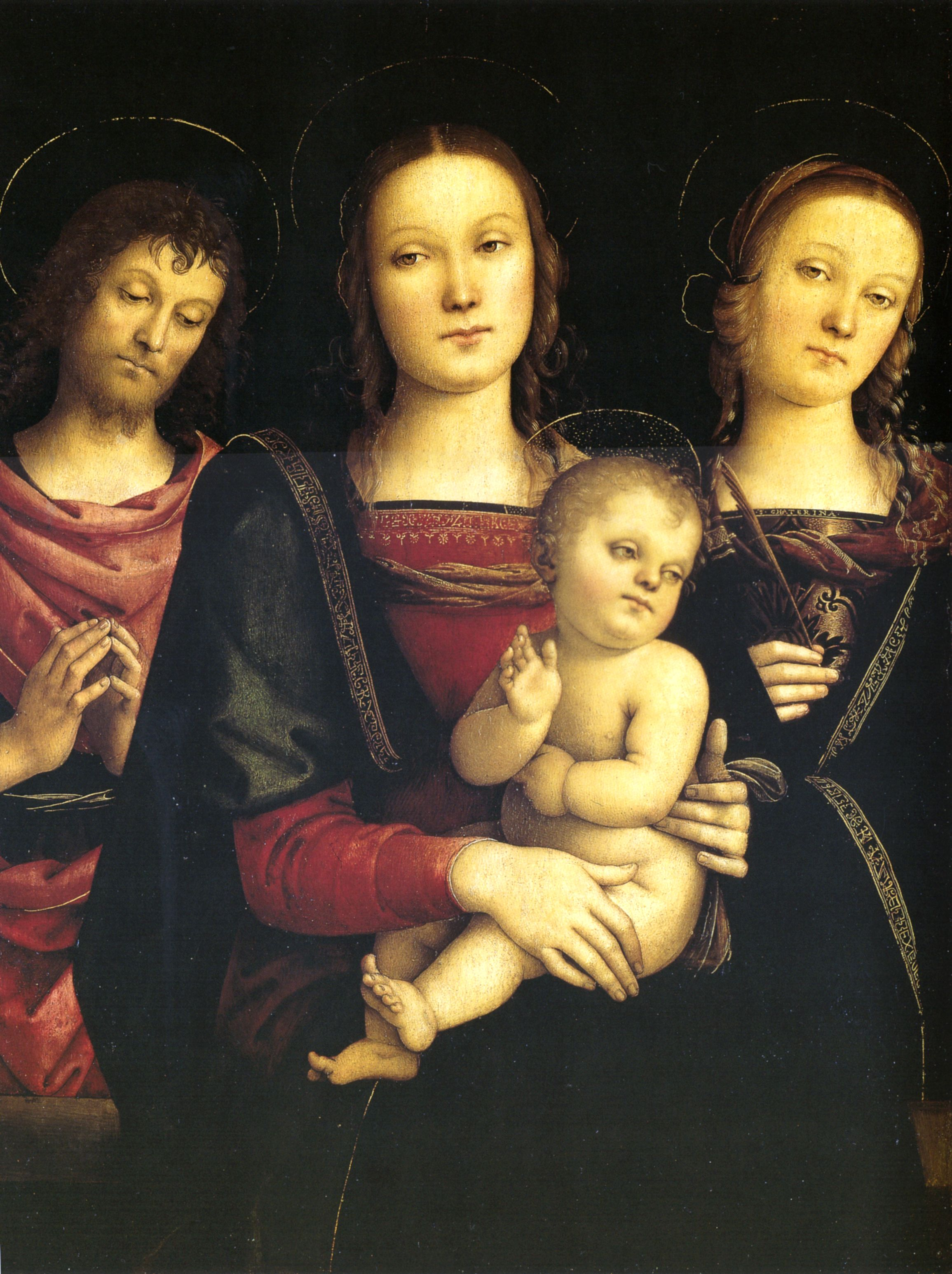
Maria te Parijs